# Selina Hastings
Selina Hastings, comtessa de Huntingdon, (24 d'agost de 1707, Staunton Harold, Leicestershire, 17 de juny de 1791, Londres), figura central en l'avivament evangèlic en l'Anglaterra del segle xviii, una secta de metodistes calvinistes.
Filla de Washington Shirley, i Earl Ferrers. Selina es va casar amb Theophilus Hastings, en 1728, amb el novè comte de Huntingdon, la germana del qual va inspirar la seva conversió al Metodisme. En 1739, la comtessa es va unir a la societat metodista fundada per John Wesley i en la mort del seu espòs en 1746 es va convertir en la "dama escollida" del nou moviment. Usant el seu dret com una lider metodista, va designar clergues evangèlics com els seus capellans i van construir capelles a Brighton, Bath, Tunbridge Wells i altres centres de la societat aristocràtica. En 1768 va establir la Casa Trevecca a Talgarth, Brecknockshire, a la seva costa, per a l'entrenament de clergues evangèlics.
Després de la mort de la comtessa la seva universitat va ser traslladada a Cheshunt, Hertfordshire, en 1792 i a Cambridge el 1904. Les capelles de la seva associació, sobreviuen principalment sota l'operació de la Congregació.